# Moussy (Marna)
Moussy – miejscowość i gmina we Francji, w regionie Grand Est, w departamencie Marna.
Według danych na rok 1990 gminę zamieszkiwało 767 osób, a gęstość zaludnienia wynosiła 273 osób/km².